# 더티 파이터
《더티 파이터》(Any Which Way You Can)는 미국에서 제작된 버디 밴 혼 감독의 1980년 코미디 영화이다. 클린트 이스트우드 등이 주연으로 출연하였고 프리츠 마네스 등이 제작에 참여하였다.

## 출연

### 주연
- 클린트 이스트우드
- 손드라 록

### 조연
- 해리 가르디노
- 루스 고든
- 제프리 루이스
- 윌리엄 스미스
- 앤 램지

## 기타
- 미술: 윌리암 J. 크레버